# Cmentarz Almudena

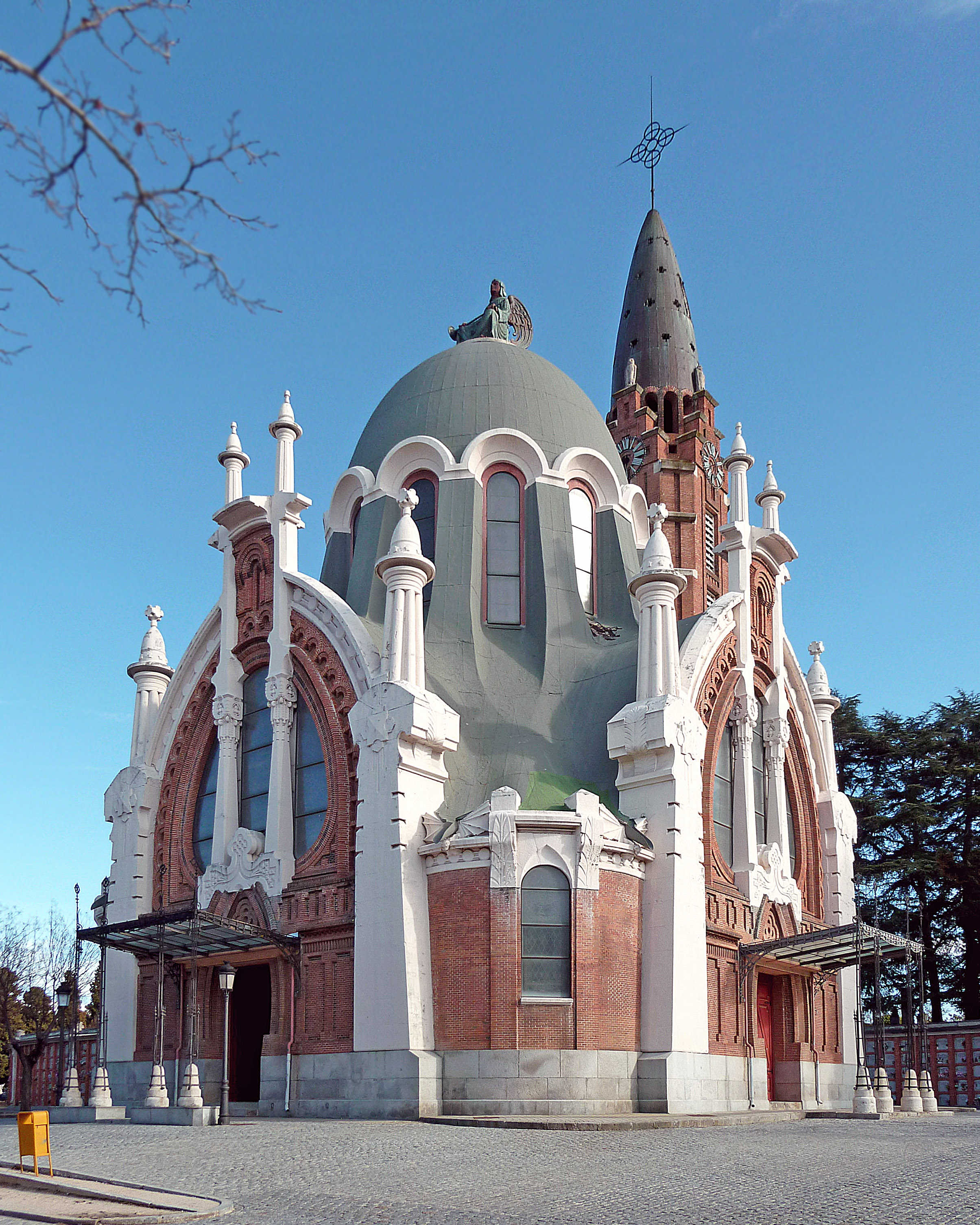
Kaplica cmentarna

Cmentarz Almudena jest największą nekropolią Madrytu i jedną z największych w zachodniej Europie. Liczbę pochowanych na nim osób szacuje się na pięć milionów. W latach 1884–1973 był głównym cmentarzem stolicy Hiszpanii, wśród pochowanych na nim osób są m.in. Vicente Aleixandre, José Calvo Sotelo, Niceto Alcalá-Zamora, José Millán-Astray, Lili de Alvarez i Benito Perez Galdos. Na cmentarzu znajdują się też pomniki żołnierzy Błękitnej Dywizji i Legionu Condor.